# Калагони
Калагони (груз. კალაგონი) — село в Грузии, на территории Чохатаурского муниципалитета края (мхаре) Гурия.

## География
Село находится в западной части Грузии, к югу от реки Хевисцкали, на расстоянии приблизительно 8 километров (по прямой) к северо-востоку от посёлка городского типа Чохатаури, административного центра муниципалитета. Абсолютная высота — 253 метра над уровнем моря.

## Население
По результатам официальной переписи населения 2014 года, в Калагони проживало 33 человека (15 мужчин и 18 женщин). В национальной структуре населения грузины составляли 100 %.
| Год  | Население, человек |
| ---- | ------------------ |
| 2002 | 54                 |
| 2014 | ↘ 33               |